# Svatojánská skála
Hradiště na Svatojánské skále je pravěké hradiště nad vesnicí Svatý Jan pod Skalou v okrese Beroun ve Středočeském kraji. Nachází se na vrcholu Svatojánské skály v poloze zvané U Kříže. Hradiště je chráněno jako kulturní památka.

## Historie
Na lokalitě neproběhl žádný archeologický výzkum ani na ní nebyly získány nálezy, které by umožnily datovat vznik a dobu osídlení hradiště. Na základě archeologických nálezů z jeskyní Pod Křížem a Maštale se hypoteticky uvažuje o založení hradiště v pozdní době bronzové nebo v době halštatské.

## Stavební podoba
Hradiště bylo postaveno na úzkém vápencovém skalním hřbetu s nadmořskou výškou 396 metrů, který je součástí Hořovické pahorkatiny. Dostatečnou ochranu hradišti poskytovaly strmé až kolmé svahy, takže opevnění bylo postaveno jen na přístupné východní straně. Dochoval se z něj 23 metrů dlouhý val z volně vrstvených kamenů. Výška valu se pohybuje od 1,3 do 1,8 metrů na vnitřní straně a od 1,5 do dvou metrů na vnější straně.

## Přístup
Hradiště je volně přístupné po červeně značené turistické trase ze Svatého Jana pod Skalou a po odbočce z naučné stezky Svatojánský okruh. Nachází se na území národní přírodní rezervace Karlštejn.